# 硬叶谷精草
硬叶谷精草（学名：Eriocaulon sclerophyllum）为谷精草科谷精草属下的一个种。

## 扩展阅读
維基物種上的相關：硬叶谷精草